# Слюнка
Слюнката още плюнка, представлява воднисто-пенеста субстанция, произвеждана от слюнчените жлези в устната кухина на някои животни и човека. Има рН ≈ 7.

## Функции и свойства
Слюнката изпълнява функция в храносмилателната система, като омокря приеманата храна и така я прави по-лесна за преглъщане. Съдържащият се в слюнката ензим – амилаза, разгражда някои скорбяли до малтоза и декстрин, преди те да постъпят в стомаха.
Слюнката има и предпазно действие в различни ситуации. Например при повръщане, слюнчените жлези имат рефлекса да произвеждат повече слюнка, която да неутрализира разрушителния за зъбния емайл ефект на високата киселинност на стомашните киселини.
Популярно схващане е, че слюнката в устата представлява естествен дезинфектант, поради което много хора вярват, че е полезно да ближат раните си. Няма доказателства, че слюнката има свойството да лекува, макар че облизването на раната може да спомогне прочистването ѝ, когато няма по-добър вариант (чиста вода, дезинфектант).
Изследователи в университета в Гейнсвил, Флорида, са открили в слюнката на мишките белтък, наречен от тях фактор за растеж на нервите (на английски: nerve growth factor, NGF). Рани, овлажнявани с NGF, зарастват два пъти по-бързо от рани, които не са третирани или близани. Така учените правят извода, че слюнката на някои животински видове може да има лечебно действие. Факторът NGF обаче не е открит в човешката слюнка. Въпреки това, тя съдържа антибактериални агенти като лактоферин и лактопероксидаза.